# トヨタ・マークXジオ
マークXジオ（マークエックス ジオ、MARK X ZiO）は、トヨタ自動車がかつて販売・製造していたステーションワゴン型の乗用車である。

## 概要
2005年の東京モーターショーにて発表されたコンセプトカー「FSC（フレキシブル・サルーン・コンセプト）」を市販化したもので、2007年9月26日に発売された。マークIIブリットの後継車種にあたる。月間販売目標台数は4,000台。生産は豊田自動織機長草工場が担当する。
ミニバンとセダンの中間に位置するが、当初、トヨタ公式サイトのカーラインナップでは新コンセプトとして取り扱われていた。マイナーチェンジ後にグランドステーションワゴンと謳い、ステーションワゴン扱いとなったが、当初はあくまでもサルーンを名乗りミニバンやワゴンではなく、セダンに近い存在とされていた。
「マークX」を名乗るモデルではあるが、Nプラットフォームを採用したFRのマークXセダンとは異なり、マークXジオは新MCプラットフォームを採用したFF。フロント部分をブレイドやオーリスの一部を流用し、フロアからリアまでは新設計された専用プラットフォームとなるため、車名を除いてマークXとの共通点は無い。2WD車は全高が1,550mmのため、タワーパーキングへの入庫が可能である。 
「4＋Free」というコンセプトのもと、独立4座+セダンモード・ワゴンモード・ミニバンモードの3種類のシートアレンジが可能。文字通り独立4座が基本のため、サードシートはあるものの、あくまでオケージョナル（エマージェンシー）シート的な存在である。なお、3列目は使用しないときはトノカバーで覆い隠すことも可能である。
駆動方式にはFFと4WDがあるが、ブレイドと同様、3.5L車には4WDの設定がない。
市場投入後最初の1ヶ月間で月販目標台数の4,000台を超える約5,117台を売り上げ、2か月目も4,198台を売り上げたため、自販連のランキングでは同一車名と見なされるマークXが一時的にランキング上位に急浮上したが、3か月目は1,649台と急落した。以降、好みがハッキリ分かれるスタイリングや窮屈な3列目シートなど、見方によっては中途半端なコンセプトが仇となり、またライバルのホンダ・オデッセイですらも販売不振となるほど、このクラスの市場は縮小傾向となっており、販売的には苦戦を強いられた。

## 型式 A1#型（2007年-2013年）
2008年8月18日、「240F」並びに「240G」をベースにフロントグリル、プロジェクター式ディスチャージヘッドランプ、リアコンビネーションランプ、フロント&リアエンブレム等にブラックパール調加飾を施したほか、ドアミラー一体型サイドターンランプやステアリングオーディオスイッチを装備し、使用性・安全性を向上、また、ボディカラーは特別色の「ライトブルーマイカメタリック」を含む4色を設定した特別仕様車「ブラックパールリミテッド」を発売。同時に「240G」は従前の6人乗りに加え、7人乗りも選択出来るようになった。
2009年2月16日、専用エアロパーツとブラックの専用シート表皮を採用し、スポーティ感を強調した新グレード「AERIAL（エアリアル）」を追加（6人乗りと7人乗りが選択可能）。また、既存グレードを一部改良。「ブラックパールリミテッド」で装備されていたドアミラー一体型サイドターンランプとステアリングオーディオスイッチが新たに標準装備され、ボディカラーの新色として「ブラックパールリミテッド」で先行設定された特別色「ライトブルーマイカメタリック」が追加された。
2009年12月16日、一部改良。2.4L・4WD車のエンジン、トランスミッション、オルタネーターの制御改良により、燃費を向上。これにより、「平成22年度燃費基準+15%」を達成し、既に適合されている2.4L・2WD車と共に「環境対応車普及促進税制」に適合した。また、同時に特別仕様車「240"E-Selection"」並びに「エアリアル"V-Selection"」を発売。前者は標準グレードの「240」をベースに、16インチアルミホイール、本革巻き4本スポークステアリングホイール等に加え、ブラックの専用シート表皮を特別装備し、よりスタイリッシュで上質な外内装とした。後者は「エアリアル」をベースに、本革巻き&専用シルバー加飾オーナメント付シフトレバー&ノブ、専用加飾のインストルメントパネル・ドアスイッチベースを採用しながらも、タイヤ・ホイールのサイズを18インチから16インチに変更（2WD車のみ）するなど装備を一部厳選したことで、ベース車よりも価格を抑えた。
2010年7月28日、一部改良。5人乗り仕様の新グレード「240"Five Style"」を追加。サードシート部をラゲージスペースに変更すると共に、床下のデッキボックス収納を設定し、ワゴンとしての使い勝手を向上。本グレードは既存の「240」に比べて9万円安い価格設定となっており、新廉価グレードに位置づけられている。また、2.4L・2WD車はエンジン・トランスミッション・オルタネーター等の制御改良により燃費が向上され、「平成22年度燃費基準+25%」を達成。これにより、既に適合されている「環境対応車普及促進税制」における自動車取得税と自動車重量税の減税額がこれまでの50%から75%に引き上げられた。
2011年2月14日、マイナーチェンジ。アルミホイールやフロントグリルのデザインが一新。リアコンビネーションランプのインナーレンズがクリアからレッドへ変更され、レンズ調加飾モール（リヤバンパプロテクタ） の採用などシャープで洗練された外観となり、「エアリアル」ではフロントグリルの横桟を細くした上で3本から4本に変更することによりスポーティーさを増した外観となった。内装では、ファブリックシート表皮の柄を変更。「350G」は木目調のコンビステアリングホイールが標準装備され、「240"Five Style"」を除くグレードにシフティングホールカバーとパワーウィンドウスイッチベースに木目調加飾を施し、マイナーチェンジ前では意識的に避けられていた木目パネルの採用や、シート柄をシンプルにする事でお洒落から硬派なイメージに変更された。また、「エアリアル」から装備を見直したことで価格を抑えた「エアリアル"Fパッケージ"」を新設するとともに、5人乗り仕様の「240"Five Style"」と「240G」も装備内容の見直しにより価格を引き下げ、従来設定されていた「240F」を廃止。これに伴い、全車の内装装備の廃止や各システムの設定廃止などコストの見直しが行われている。また、ウェルキャブの「助手席リフトアップシート車"Aタイプ"・"Bタイプ"」には助手席SRSエアバッグとアクティブヘッドレストを新たに標準装備した。
2013年12月、生産・販売終了。同時に公式サイトも閉鎖。

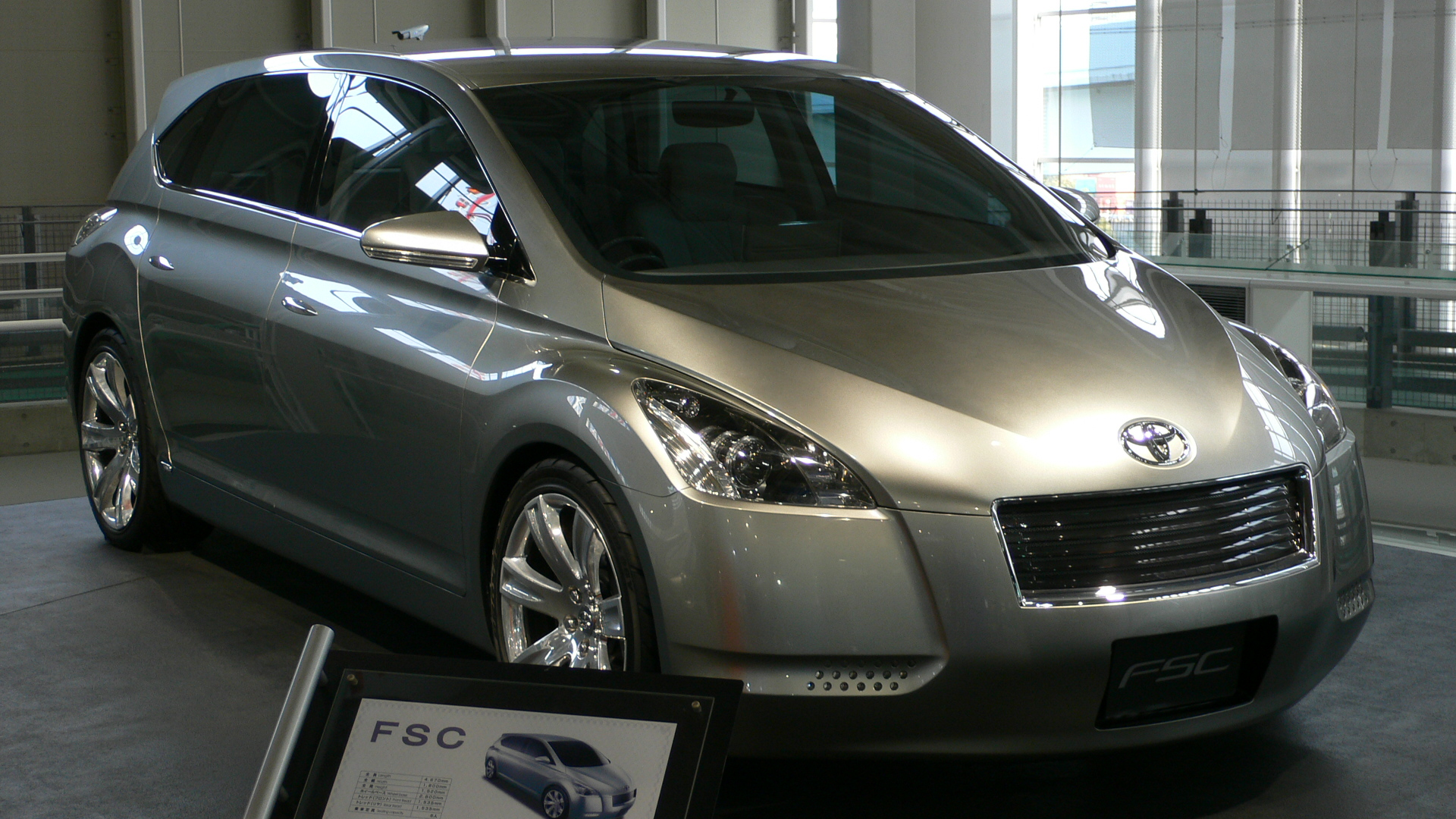
コンセプト車両のFSC
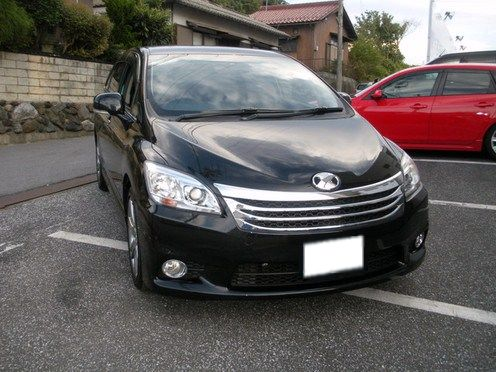
エアリアル（前期型）
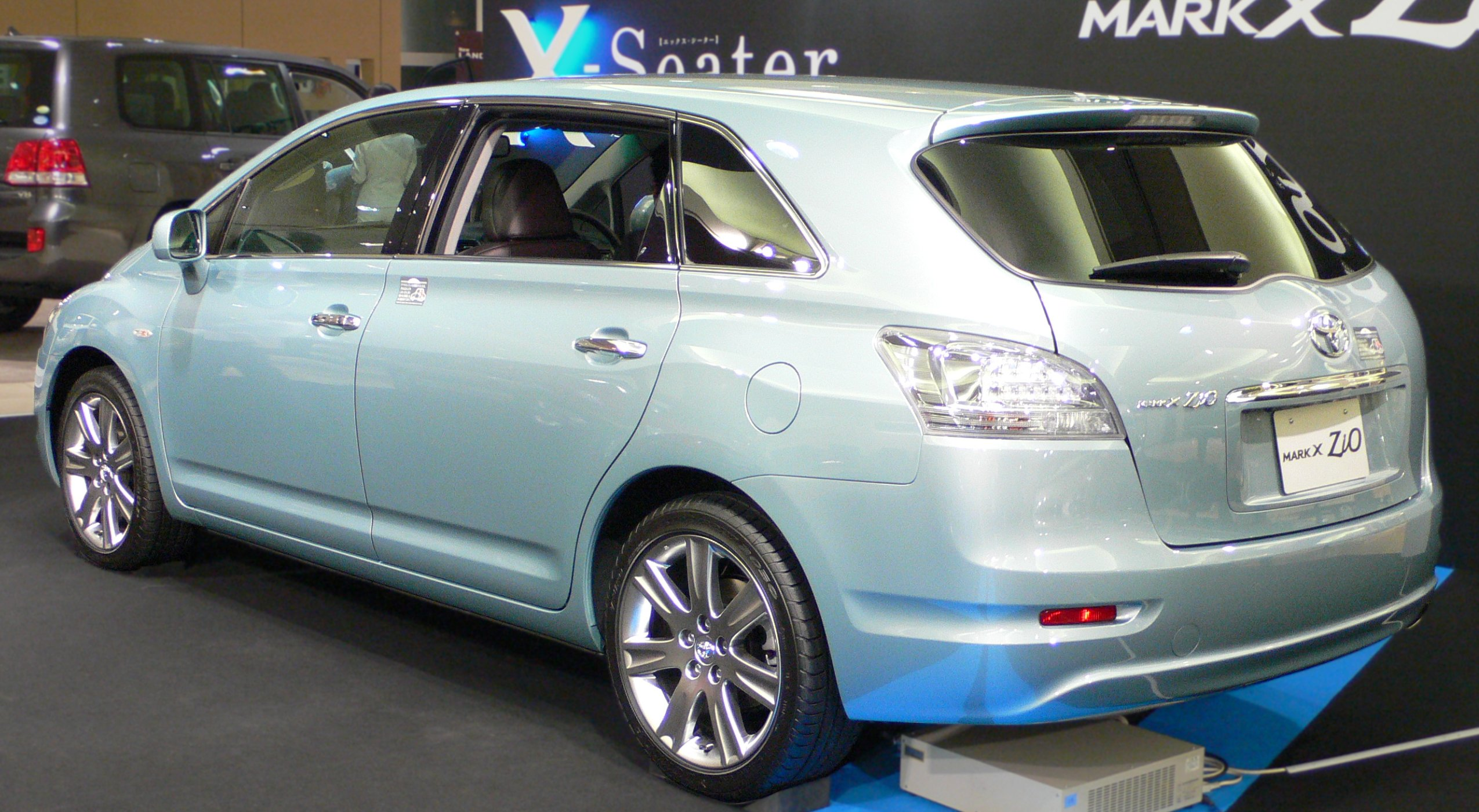
リヤ（前期型）
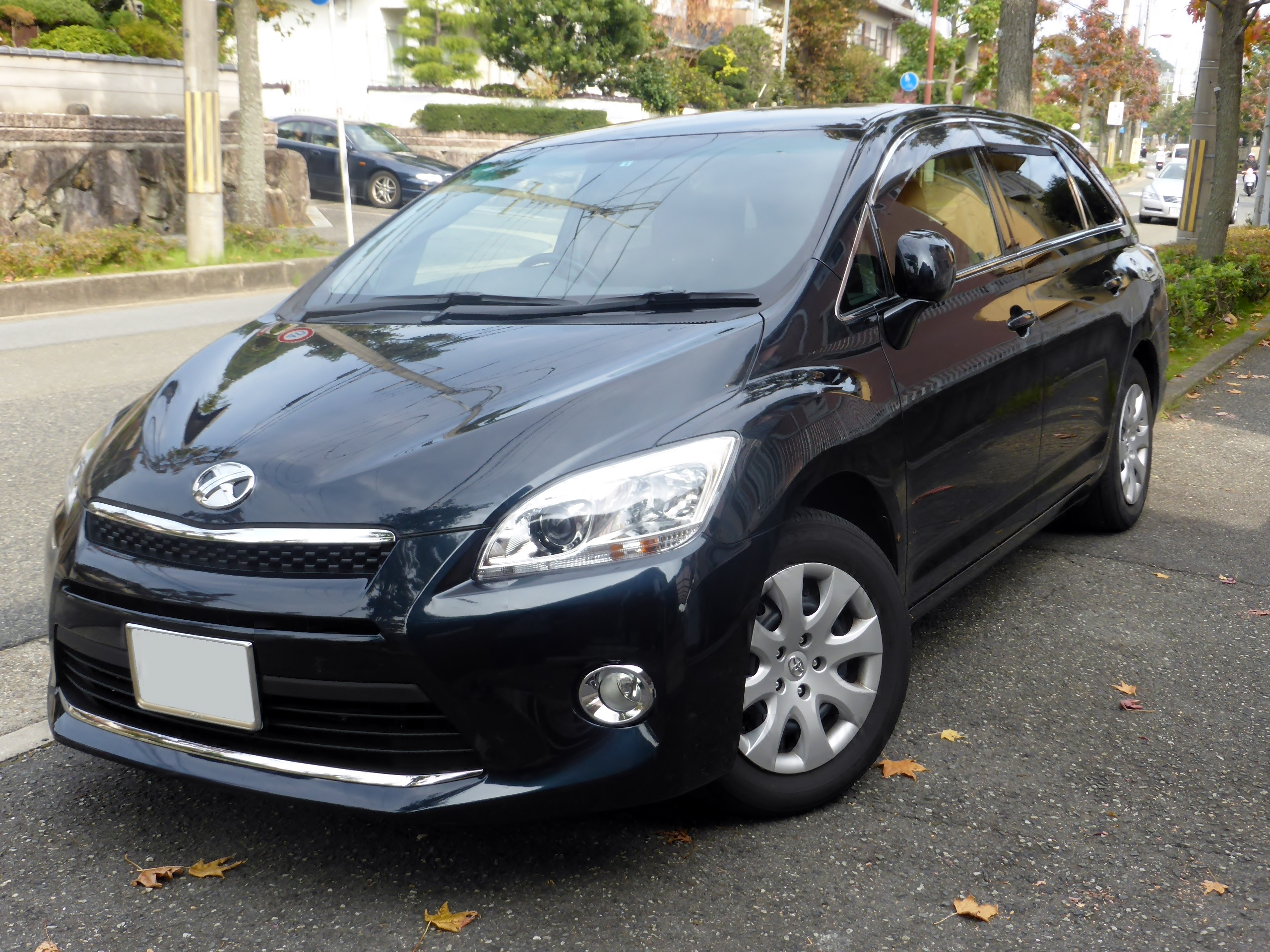
240”Five Style”フロント（後期型）
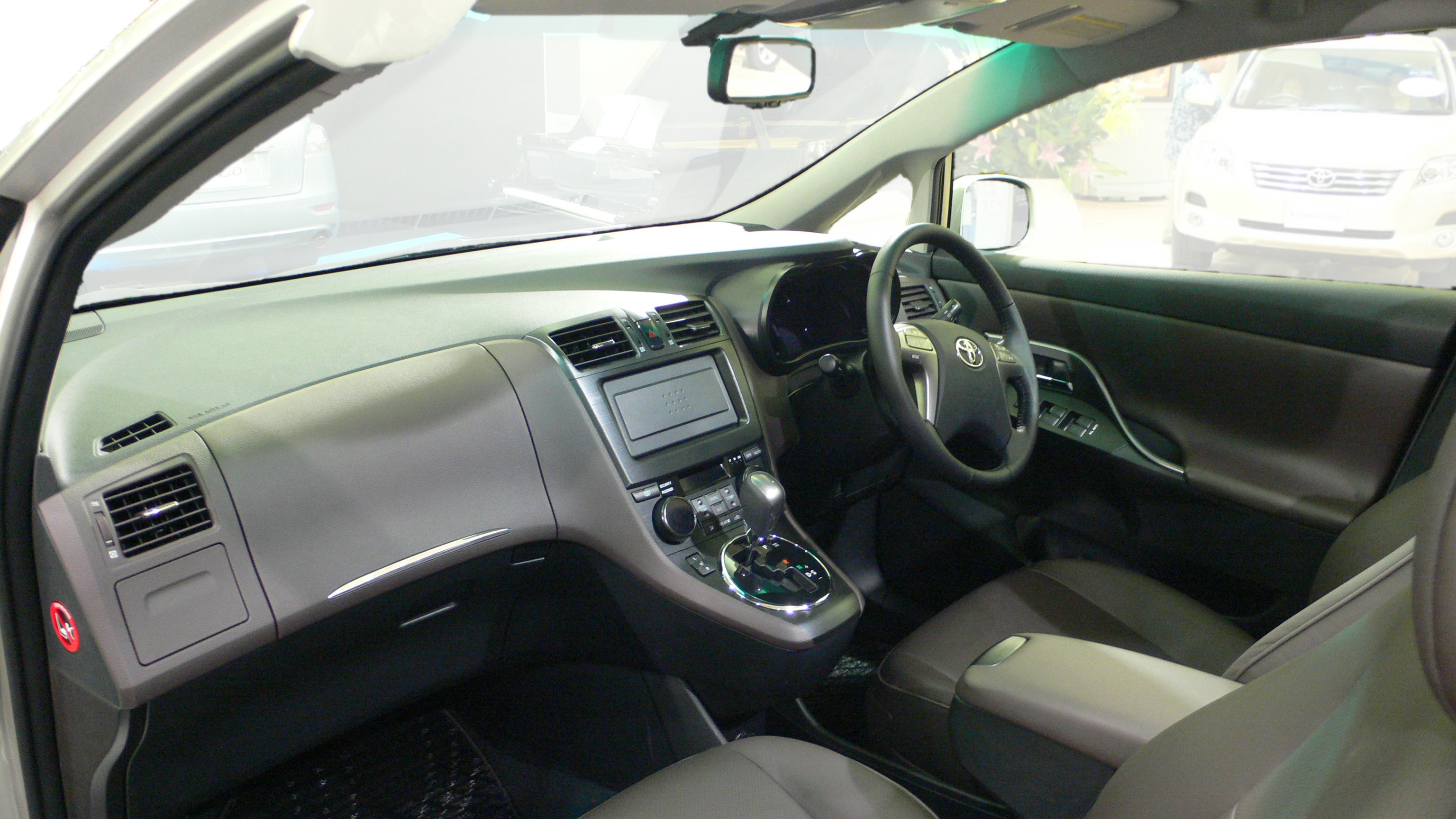
内装（前期型）

## 名前の由来
- 英語で、一台で様々な空間を持つという意味の「Zone in One」からの造語。

## 販売店
- トヨペット店（東京地区は東京トヨタと併売）